# Avoca (Iowa)
Avoca es una ciudad situada en el condado de Pottawattamie, en el estado de Iowa, Estados Unidos. Según el censo de 2020 tenía una población de 1.683 habitantes.

## Geografía
Según la Oficina del Censo de los Estados Unidos, la localidad tiene un área total de 5,02 km², la totalidad de los cuales corresponden a tierra firme.

## Demografía
Según el censo de 2000, había 1.610 personas, 666 hogares y 458 familias residiendo en la localidad. La densidad de población era de 320,68 hab./km². Había 706 viviendas con una densidad media de 140,5 viviendas/km². El 99,19% de los habitantes eran blancos, el 0,06% afroamericanos, el 0,06% asiáticos, el 0,06% de otras razas, y el 0,62% pertenecía a dos o más razas. El 1,37% de la población eran hispanos o latinos de cualquier raza.
Según el censo, de los 666 hogares, en el 29,3% había menores de 18 años, el 58,1% pertenecía a parejas casadas, el 6,9% tenía a una mujer como cabeza de familia, y el 31,1% no eran familias. El 27,6% de los hogares estaba compuesto por un único individuo, y el 15,3% pertenecía a alguien mayor de 65 años viviendo solo. El tamaño promedio de los hogares era de 2,35 personas, y el de las familias de 2,85.
La población estaba distribuida en un 23,2% de habitantes menores de 18 años, un 7,6% entre 18 y 24 años, un 25,0% de 25 a 44, un 22,7% de 45 a 64, y un 21,4% de 65 años o mayores. La media de edad era 41 años. Por cada 100 mujeres había 94,0 hombres. Por cada 100 mujeres de 18 años o más, había 87,6 hombres.
Los ingresos medios por hogar en la localidad eran de 39.826 dólares ($), y los ingresos medios por familia eran 45.000 $. Los hombres tenían unos ingresos medios de 30.272 $ frente a los 20.284 $ para las mujeres. La renta per cápita para la ciudad era de 20.908 $. El 3,5% de la población y el 1,5% de las familias estaban por debajo del umbral de pobreza. El 4,8% de los menores de 18 años y el 4,8% de los habitantes de 65 años o más vivían por debajo del umbral de pobreza.